# Зайцев, Алексей Алексеевич (протоиерей)
Алексей (Алексий) Алексеевич Зайцев (22 июля 1971, Челябинск) — протоиерей Русской Православной Церкви, поэт, общественный деятель. Председатель Совета Международного клуба православных литераторов «Омилия», член Академии российской литературы, член Союза писателей России. Автор более тысячи стихотворений и текстов песен.

## Биография[3][4]
С 1978 по 1988 год проходил обучение в средней школе № 40 г. Челябинска.
Начал писать стихи в раннем детстве.
С конца 1978 по 1981 год посещал литературный кружок челябинского городского Дворца пионеров «Алые паруса», которым руководила детская писательница и поэтесса Лидия Александровна Преображенская. Это раннее увлечение поэзией продолжалось несколько лет, но заложило важные основы для будущего творчества.
В последние годы школьного обучения (1986—1988) следует серьёзно увлекался авторской песней. Тогда же появляются на свет первые тексты песен, которые Алексей Зайцев пробует исполнить под гитару. Серьезное влияние на творчество поэта в эти годы оказал челябинский клуб самодеятельной песни «Моримоша», в состав которого тогда входили известные авторы-исполнители песен Олег Митяев, Юрий Гарин, Петр Старцев и др.
С 1988 по 1994 год проходил обучение в Уральском государственном горном университете, где был одним из первых участников литературного объединения «Горный родник», у истоков которого стоял уральский поэт и журналист Юрий Лобанцев. Во многом под его влиянием в творчестве Алексея Зайцева происходит постепенный поворот от авторской песни к поэзии. Появляются первые публикации в коллективных сборниках, журналах и газетах Уральского региона. Первая взрослая публикация стихов состоялась в свердловской газете «Горняк» за 1989 год (№ 12).
С конца 1992 года до июля 1994 года на базе зарождающегося литературного объединения «Горный родник» имел тесные творческие контакты с известным уральским поэтом Борисом Рыжим, который в это время учился в Уральском государственном горном университете и делал первые шаги на литературном поприще.
В 1994 году Алексей Зайцев вернулся в родной город Челябинск, став младшим научным сотрудником института НИИОГР. В это время в его жизни наступил духовный и творческий кризис, сопровождавшийся длительным перерывом в литературных занятиях. Духовные искания завершились обращением к Богу и воцерковлением.
В 1996 году проходил обучение в Немецкой академии менеджмента (г. Целле, Германия).
В 1997 году последовал резкий поворот от светской жизни и карьеры. Осенью того же года Алексей Зайцев был рукоположен в священный сан митрополитом Челябинским и Златоустовским Иовом в Свято-Троицкий храм города Челябинска, где нес послушание ключаря до октября 2013 года.
С марта 2000 по июль 2001 года, оставаясь клириком Свято-Троицкого храма, временно исполнял послушание настоятеля храма в честь Архангела Михаила в селе Каратабан Еткульского района Челябинской области.
В 2004 году закончил Нижегородскую Духовную Семинарию.
На Пасху 2011 года митрополитом Челябинским и Златоустовским Феофаном возведён в сан протоиерея.
17 октября 2013 года назначен духовником Челябинской православной гимназии во имя Святого Праведного Симеона Верхотурского Чудотворца с возложением обязанностей настоятеля храма в честь святых равноапостольных Кирилла и Мефодия, учителей Словенских г. Челябинска.
25 августа 2014 года, по собственной просьбе, митрополитом Челябинским и Златоустовским Никодимом возвращен в клир Свято-Троицкого храма с сохранением обязанностей духовника Челябинской православной гимназии.
Помимо своей пастырской деятельности в храме окормляет социально-реабилитационного центр (приют) Тракторозаводского района города Челябинска.
Новый этап его поэтического творчества начинается с осени 2008 года, когда появляются первые стихи, написанные в священном сане.
С 2008 года член Международного клуба православных литераторов «Омилия» (с 2012 года председатель Совета клуба).
С 2010 года член Союза писателей России.
С 2011 года член Академии российской литературы.
К настоящему времени издано пятнадцать авторских сборников стихов поэта: «Врата вечности» (2010), «Лепта души» (2011), «Троицын день» (2012), «Чаша бытия» (2013), «Великое русское слово» (2013), «Лики бытия» (2013), «Исповедь» (2015), «На пути к Богу» (2015), «Проповедь сердца» (2016), «Жажда Неба» (2017), «Глядя на свою фотографию в детстве» (2018), «Тепло материнских рук» (2019), «Вчерашний снег» (2020), «Дыхание родника» (2021), «Пробуждение» (2022), «Люблю тебя, моя Россия» (2023), «Священная доля поэта» (2024) и «Симфония для души» (2025). Протоиерей Алексий много публикуется в коллективных литературных сборниках, в православных и светских периодических изданиях в России и за рубежом, на его стихи написаны песни различными авторами. Поэтическое творчество воспринимает неотъемлемой частью своего священнического служения и продолжением пастырской проповеди. Ратует за возрождение традиций русской классической литературы и обращение поэзии к высшим нравственным ценностям.

## Награды
- Литературная премия Уральского федерального округа (2012 год[6])
- Всероссийская литературная премия имени Д. Н. Мамина-Сибиряка (2015 год).
- Юбилейная медаль «В память 100-летия восстановления Патриаршества в Русской Православной Церкви» (2017 год.)

## Книги
- 2010 — «Врата вечности» : стихотворения / Священник Алексий Зайцев. — Челябинск: Челябинский Дом печати, 2010. — 176 с. : ил. — (Библиотека православной поэзии).
- 2011 — «Лепта души» : стихотворения Священник Алексий Зайцев. — Челябинск : Челябинский Дом печати, 2011. — 184 с. : ил. — (Библиотека православной поэзии). — ISBN 9785871844977
- 2012 — «Троицын день» : стихотворения / Протоиерей Алексий Зайцев. — Челябинск : Челябинский Дом печати, 2012. — 208 с. : ил. — (Библиотека православной поэзии). — ISBN 9785871845196
- 2013 — «Чаша бытия» : стихотворения / Протоиерей Алексий Зайцев. — Челябинск : Челябинский Дом печати, 2013. — 192 с. : ил. — (Библиотека православной поэзии). — ISBN 9785871845653
- 2013 — «Великое русское слово» : стихотворения / прот. Алексий Зайцев. — СПб.: Общество памяти игумении Таисии, 2013. — 120 с.
- 2013 — «Лики бытия» : стихотворения / прот. Алексий Зайцев. — СПб.: Общество памяти игумении Таисии, 2013. — 368 с. — ISBN 9785910411078
- 2015 — «Исповедь» : стихотворения / Протоиерей Алексий Зайцев. — Челябинск: Челябинский Дом печати, 2015. — 88 с. : ил. — (Библиотека православной поэзии). — ISBN 9785871846438
- 2015 — «На пути к Богу» : стихотворения / Протоиерей Алексий Зайцев. — Челябинск : Челябинский Дом печати, 2015. — 208 с. : ил. — (Библиотека православной поэзии). — ISBN 9785871846933
- 2016 — «Проповедь сердца» : стихотворения / Протоиерей Алексий Зайцев. — Челябинск : Челябинский Дом печати, 2016. — 96 с. : ил. — (Библиотека православной поэзии). — ISBN 9785871846797

- 2017 — «Жажда Неба» : стихотворения / Протоиерей Алексий Зайцев. — Челябинск : Челябинский Дом печати, 2017. — 208 с. : ил. — (Библиотека православной поэзии). — ISBN 9785871846629
- 2018 — «Глядя на свою фотографию в детстве» : Избранные стихотворения юности / Протоиерей Алексий Зайцев. — Челябинск : Челябинский Дом печати, 2018. — 88 с. : ил. — ISBN 9785871847299
- 2019 — «Тепло материнских рук» : стихотворения / Протоиерей Алексий Зайцев. — Челябинск : Челябинский Дом печати, 2019. — 92 с. : ил. — (Библиотека православной поэзии). — ISBN 978-5-87184-737-4
- 2020 — «Вчерашний снег» : избранные стихотворения / Протоиерей Алексий Зайцев. — Челябинск : Челябинский Дом печати, 2020. — 168 с. : ил. — (Библиотека православной поэзии). — ISBN 978-5-87184-763-3
- 2021 — «Дыхание родника» : стихотворения / Протоиерей Алексий Зайцев. — Челябинск : Челябинский Дом печати, 2021. — 92 с. : ил. — (Библиотека православной поэзии). — ISBN 978-5-87184-771-8
- 2022 — «Пробуждение» : стихотворения / Протоиерей Алексий Зайцев. — Челябинск : Челябинский Дом печати, 2022. — 88 с. : ил. — (Библиотека православной поэзии). — ISBN  978-5-87184-777-0
- 2023 — «Люблю тебя, моя Россия» : стихотворения / Протоиерей Алексий Зайцев. — Челябинск : Челябинский Дом печати, 2023. — 92 с. : ил. — (Библиотека православной поэзии). — ISBN 978-5-87184-816-6
- 2024 — «Священная доля поэта» : стихотворения / Протоиерей Алексий Зайцев. — Челябинск : Челябинский Дом печати, 2024. — 96 с. : ил. — (Библиотека православной поэзии). — ISBN 978-5-87184-827-2
- 2025 — «Симфония для души» : стихотворения / Протоиерей Алексий Зайцев. — Челябинск : Челябинский Дом печати, 2025. — 88 с. : ил. — (Библиотека православной поэзии). — ISBN 978-5-87184-834-0